# Gardenapasset
Gardenapasset (2.121 m.o.h.) (italiensk: Passo Gardena) er et bjergpas i de italienske alper, der forbinder Selva di Val Gardena til Colfosco.
Landevejen over passet forbinder byerne Corvarra og Sëlva Wolkenstein - Selva. Vejen over passet blev bygget i 1915. Vejpasset ligger i den såkaldte Sellagruppe.
Passet er en del af Sellaronda, som er en berømt turistvej. Heri indgår også Sellapasset, Campolongopasset og Pordoipasset.